# Jardin botanique du col de Saverne

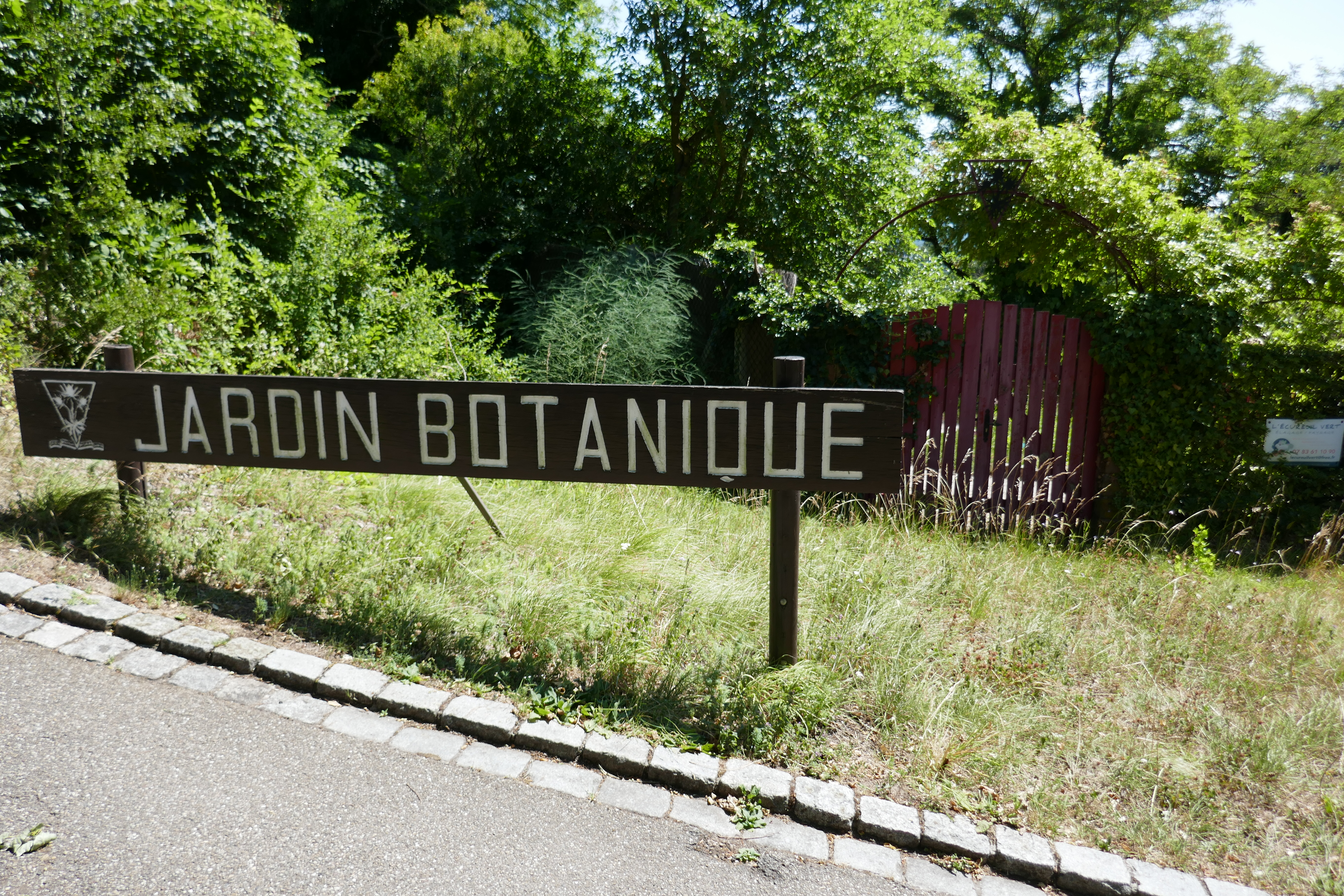
Ingang

De Jardin botanique du col de Saverne is een botanische tuin noordwestelijk van
de Franse plaats Saverne in de Elzas. De botanische tuin werd in 1931 aangelegd door de botanicus en apotheker Émile Walter (1873-1953) uit Saverne. De tuin ligt op 335 meter hoogte in een haarspeldbocht van de D1004 tussen Saverne en de Col de Saverne. De tuin beslaat 3 hectare en bevat ongeveer 2200 verschillende plantensoorten. Er heerst een gematigd klimaat met een gemiddelde neerslag
van 850 mm per jaar.

## Beschrijving
De ingang bevindt zich op het hoogste punt van de tuin. De tuin heeft een niveauverschil van 30 meter en strekt zich, zonder vlakke stukken, uit langs de helling tot aan de departementale weg. De tuin is verdeeld in sectoren. Deze omvatten een sectie met inheemse orchideeën, een sectie met varens, een sectie met alpiene planten, een moeras met vleesetende planten en een arboretum.
De collectie inheemse orchideeën omvat 20 verschillende soorten en hybriden. Het is de grootste collectie inheemse orchideeën in Frankrijk. Sinds enkele jaren is de collectie uitgebreid met exotische orchideeën uit Amerika, China en Japan. De rijke collectie varens omvat meer dan 100 verschillende soorten. De meeste hiervan behoren tot de flora van de Vogezen. De vleesetende planten groeien op vochtige, veenachtige plaatsen omgeven van mossen en planten uit de heidefamilie. De alpiene planten staan verdeeld in de verschillende rotstuinen. Het arboretum beslaat het hele onderste deel van de tuin en omvat soorten uit Europa, Noord-Amerika en Azië.

## Beheer
De tuin is eigendom van de stad Saverne en wordt ondersteund door een kring van vrienden. Het wetenschappelijke beheer is in handen van de Universiteit van Straatsburg. De tuin wordt verzorgd door een fulltime tuinman in een ambtenarenfunctie. De tuin kreeg van de Franse regering de status 'Jardin remarquable' (buitengewone tuin) toegekend.

## Afbeeldingen

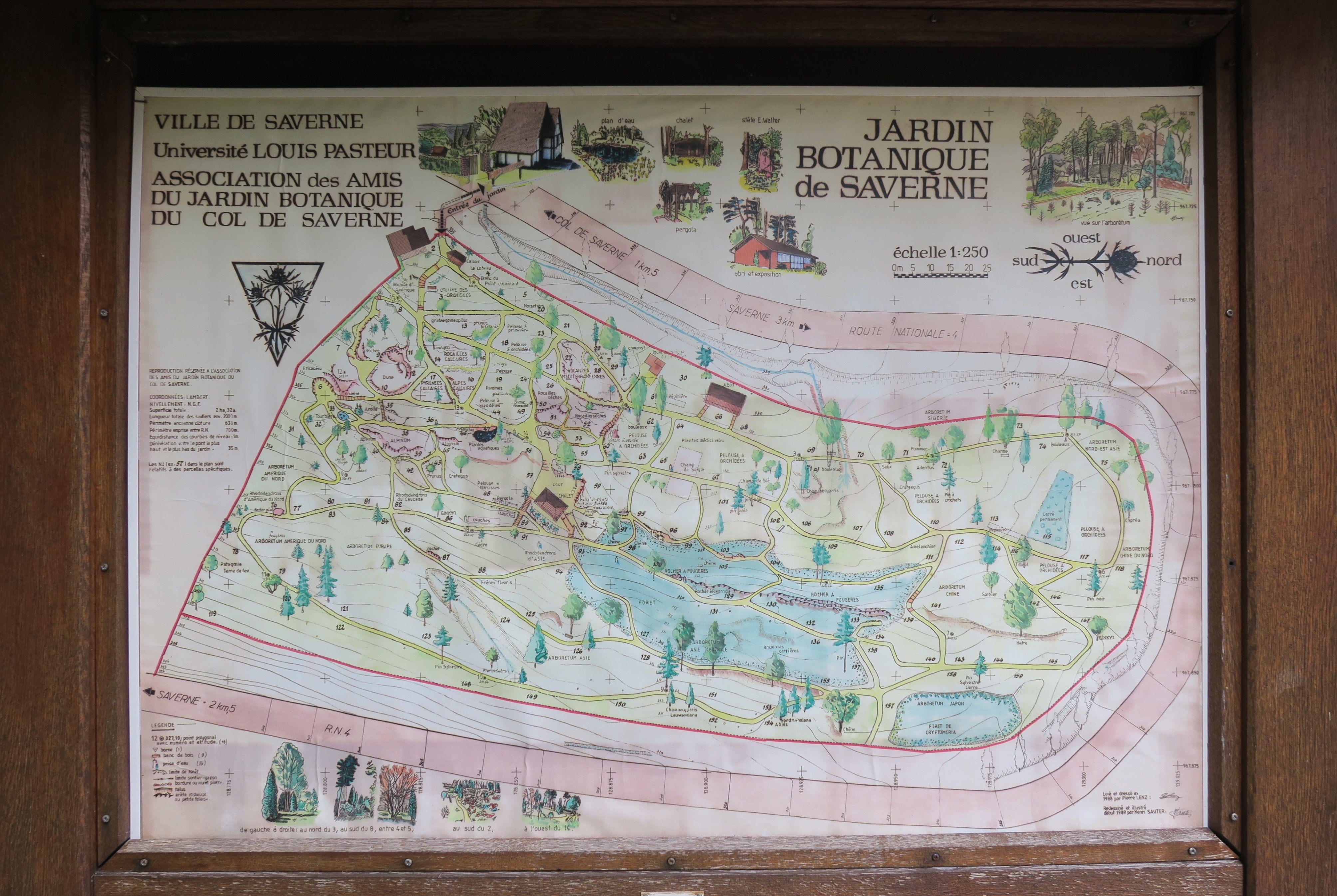
Plattegrond
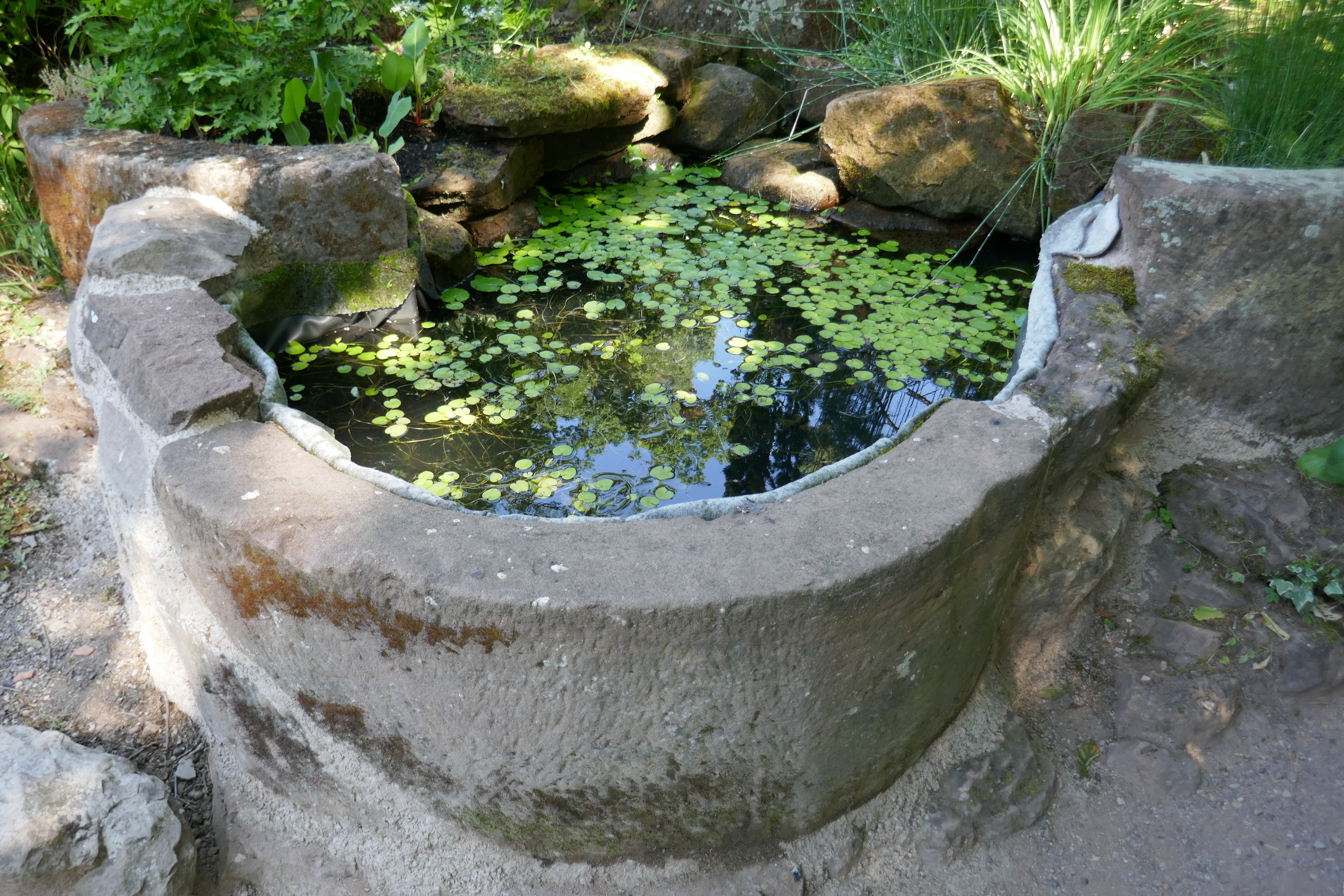
Waterbassin
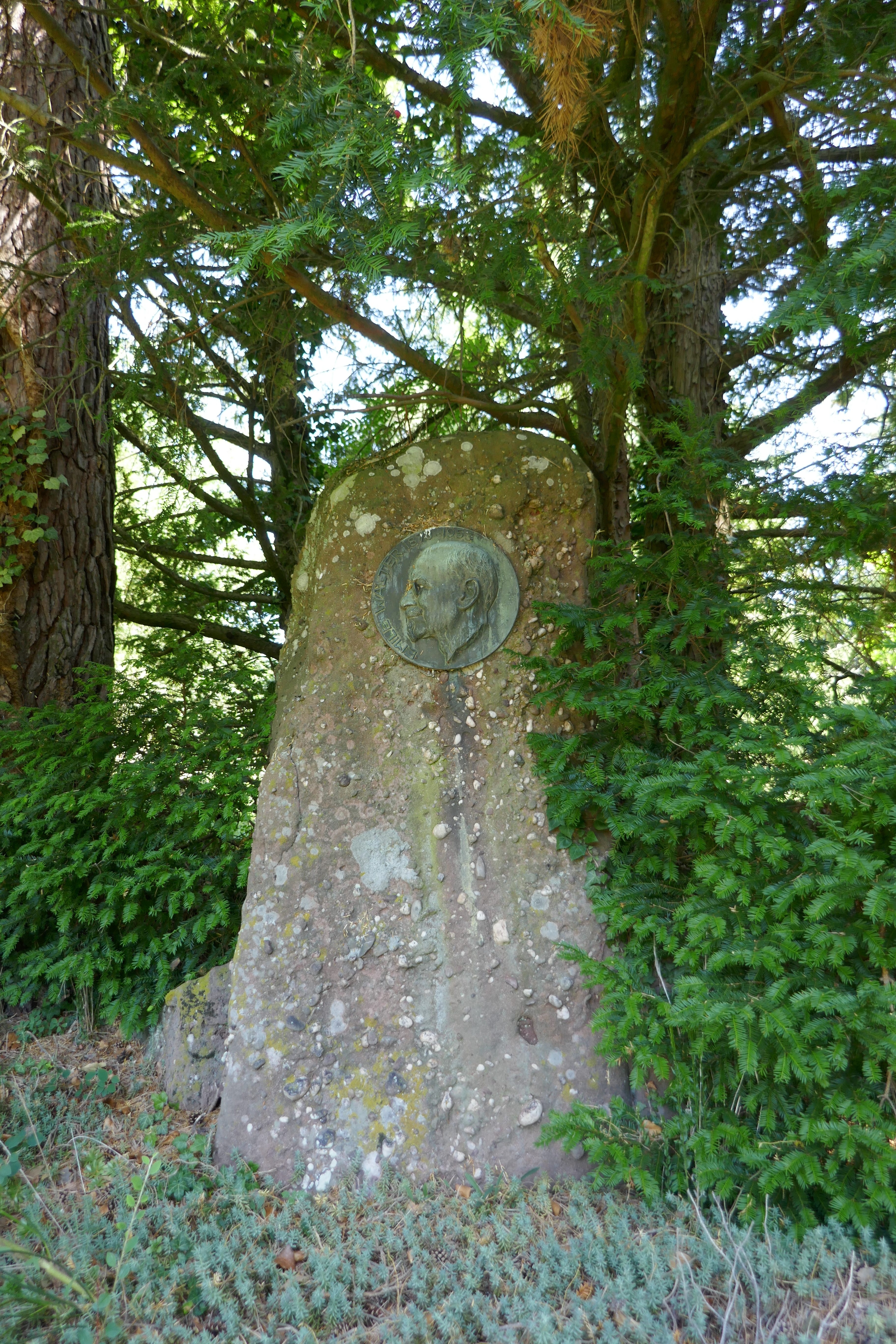
Gedenkteken voor Émile Walter